# Claes af Geijerstam
Claes Olof "Clabbe" af Geijerstam, född 6 februari 1946 i Norrköping, är en svensk musiker, discjockey, kompositör och radioman.

## Biografi

### Bakgrund och tonårsidol
af Geijerstam är son till överstelöjtnanten Olof af Geijerstam (1917–2007) och Brita Lilja (1921–1986; som inte är att förväxla med författaren Brita af Geijerstam). Han medverkade vid elva års ålder som sopran i Radiotjänsts gosskör. Ola Håkansson, som senare skulle bli sångare i Ola and the Janglers, sjöng också i gosskören. Håkansson började då kalla af Geijerstam för Clabbe.
Det var som låtskrivare och gitarrist i bandet Ola and the Janglers som af Geijerstam först blev känd. Han ersatte Christer Idering på gitarr 1965 och blev snart en av Sveriges mest eftertraktade popidoler. Bandet hade flera hits både i Sverige och utomlands. Några av dem var "Love was on your mind", "Poetry in motion", "Alex is the man", "Julia", "Runaway", och en cover på Chris Montez "Let's Dance", som blev den första låten av en helsvensk grupp på USA-listan Billboard Hot 100 (1968). 
Parallellt med karriären i Ola and the Janglers komponerade af Geijerstam även filmmusik till bland andra Heja Roland! av Bo Widerberg, Ola & Julia av Janne Halldoff, Sixtynine av Jörn Donner och Gladiatorerna av Peter Watkins.
Visserligen debuterade af Geijerstam i Sveriges Radio redan som barn, men det var i ungdomsprogrammet Opopoppa (1969) han gjorde sig känd, inte minst för sitt snabba sätt att prata. Omväxlande sändes Opopoppa från Skansen (Sollidenscenen), Gröna lund och Liseberg.  Opopoppa hördes alltså först i radion, men övergick 1972 till att sändas ett par år i TV2. af Geijerstam hade då redan fått möjlighet att prova på TV-mediet i Öppet Hus, som bjöd på bred familjeunderhållning med liveuppträdanden av folkkära artister.

### Musiker, DJ och producent
De första discjockeyjobben fick af Geijerstam 1969 när han började turnera runt med Clabbes Super Flying Disco Show.
Efter tiden med Ola and the Janglers började af Geijerstam arbeta på sin första soloskiva Out of my hair, som gavs ut 1970. Medverkar på skivan gör bland andra Björn Skifs, Janne Schaffer, Mike Watson och Tommy Körberg. af Geijerstam släppte endast en egen LP till, Starlight 1977. Den återutgavs i reviderad upplaga 1980, då även inkluderande hiten An evening in Paris (deca-dancing).
af Geijerstam medverkade i olika gruppkonstellationer genom åren, som Marsfolket (1971), Rocket (1974) och Little Mike & The Sweet Soul Music Band (1982).
Från 1970 började af Geijerstam producera andra artisters skivor, bland andra Janne Önnerud & Gänget, Anita Lindblom, Helen Arnesen, Östen Warnerbring, Jojje Wadenius, Björn Skifs, Jerry Williams och Svenne & Lotta.

### Melodifestivalen och Abba
I svenska Melodifestivalen 1972 deltog han i en specialkör till Björn Skifs bidrag Andra kan väl också se. Året därpå framträdde af Geijerstam och Göran Fristorp under namnet Malta och vann tävlingen med "Sommar'n som aldrig säger nej". Lars Forssell skrev texten till låten med den omdiskuterade strofen "dina bröst är som svalor som häckar". Björn, Benny, Agnetha & Anni-Frid, som var favorittippade, hamnade till mångas besvikelse på tredje plats med "Ring ring (bara du slog en signal)". I finalen i Luxemburg uppträdde af Geijerstam och Fristorp under namnet Nova och hamnade på femte plats.
När Abba året efter vann med Waterloo fick af Geijerstam chansen att visa sina talanger som ljudtekniker. Under de kommande åren följde han med Abba, bland annat på turnén i Australien 1977, där det då rådde total Abba-hysteri.

### Rakt över disc
Rakt över disc var ett ungdomsprogram och sändes under somrarna på 80-talet och kompletterades på nyårsnätterna med Rakt över nyårsdisc. Programmet utmärkte sig mycket tack vare af Geijerstam snabba och karaktäristiska prat mellan låtarna. Musikstilarna i showen var blandade med allt från disco, poprock och synt, men inte sällan kunde han lägga in lite reggae, rockabilly eller något annat av lite mer udda karaktär. af Geijerstam snabba prat och den pumpande partymusiken varvades med tidstypiska jinglar.
Totalt producerades cirka 230 Rakt över disc under åren på sammanlagt runt 500 timmar.

### TV under 1980- och 1990-talet
Tio år efter TV-succén med Öppet Hus och Opopoppa erbjöds Claes af Geijerstam att tillsammans med Anni-Frid Lyngstad leda en ny fredagsunderhållning i TV2, Lite Grand i örat (1981). Som namnet antyder gavs showen på Grand Hotell i Stockholm. Programledarna presenterade uppträdanden med svenska artister, som Björn Skifs, Pugh Rogefeldt och Tommy Körberg.
Toppstationen hette ett annat program som af Geijerstam ledde, året var 1989 och kanalen TV1. af Geijerstam var videojockey och spelade musikvideor, främst från de amerikanska och engelska listorna.
af Geijerstam har även varit programledare för Ringo i TV4 (1992) och Tillfälligt avbrott i Kanal 5 (1997).

### 2000-talet
Åren 2004–2006 var af Geijerstam jurymedlem i talangjaktsprogrammet Idol.
af Geijerstam var sommarvärd i radion 2002. Han ledde dessutom programmet DJ Clabbe i Sveriges Radio P4 åren 2010–2012.

## Filmmusik i urval
- 1966 – Heja Roland!
- 1967 – Ola & Julia
- 1969 – Sixtynine
- 1969 – Gladiatorerna
- 1970 – Anna
- 1973 – Baksmälla

## Teater

### Roller
| År   | Roll | Produktion                                                 | Regi          | Teater     |
| ---- | ---- | ---------------------------------------------------------- | ------------- | ---------- |
| 2010 |      | Grease - den svenska versionen Jim Jacobs och Warren Casey | Hans Marklund | Göta Lejon |

## Källhänvisningar
1. ↑  Sveriges befolkning 1990, CD-ROM, Version 1.00, Riksarkivet (2011)
2. 1 2  Claes af Geijerstam. ”Rakt över hårddisc”. http://www.clabbe.nu/kortresume.shtml. Läst 14 juni 2012.
3. ↑  Siw Malmkvist var först på Billboard-listan men sjöng ihop med en italienare. http://www.metro.se/noje/40-ar-av-svenskt-musikunder-sa-borjade-det/EVHndc!TKv9NhSn3Tpk/ Arkiverad 4 juni 2016 hämtat från the Wayback Machine.
4. ↑  ”Claes af Geijerstam” (på engelska). Imdb. http://www.imdb.com/name/nm0311959/?ref_=fn_al_nm_1. Läst 20 januari 2016.
5. ↑  Hjulström, Håkan (2014). Discoteken i Sverige. Stockholm: Ekelids Förlag. sid. 7. ISBN 978-91-87391-42-2
6. ↑  ”Claes af Geijerstam – Out Of My Hair” (på engelska). Discogs. http://www.discogs.com/Claes-af-Geijerstam-Out-Of-My-Hair/release/3164908. Läst 20 januari 2016.
7. ↑  ”Starlight (1977)”. Svenskt Rockarkiv. http://www.popfakta.se/sv/utgivning/e/5295421d-1804-4d06-b967-31abd0122fa4/starlight-1977/. Läst 20 januari 2016.
8. ↑  ”Melodifestivalen 1973”. Sveriges Television. Arkiverad från originalet den 14 februari 2016. https://web.archive.org/web/20160214112824/http://www.svt.se/melodifestivalen/om-melodifestivalen/melodifestivalen-1973. Läst 20 januari 2016.
9. ↑  ”Eurovision Song Contest 1973” (på engelska). eurovision.tv. http://www.eurovision.tv/page/history/by-year/contest?event=289. Läst 20 januari 2016.
10. ↑  ”Rakt över disc”. radiogodis.se. Arkiverad från originalet den 11 januari 2016. https://web.archive.org/web/20160111024902/http://radiogodis.se/Rakt_Over_Disc.htm. Läst 20 januari 2016.
11. ↑  ”Claes af Geijerstam 2002”. Sveriges Radio. http://sverigesradio.se/sida/avsnitt/390088?programid=2071. Läst 20 januari 2016.
12. ↑  ”DJ Clabbe”. Sveriges Radio. Arkiverad från originalet den 9 maj 2012. https://web.archive.org/web/20120509185208/http://sverigesradio.se/sida/default.aspx?ProgramId=3733. Läst 14 juni 2012.
13. ↑  ”Sökresultat”. Svensk mediedatabas. http://smdb.kb.se/catalog/search?q=%22DJ+Clabbe%22&sort=OLDEST. Läst 21 mars 2013.
14. ↑  Johanna Paulsson (6 februari 2010). ”'Grease' på Göta Lejon, Stockholm”. Dagens Nyheter. http://www.dn.se/kultur-noje/scenrecensioner/grease-pa-gota-lejon-stockholm/. Läst 17 september 2016.